# Équipe du Kirghizistan masculine de basket-ball
Maillots
Actualités
L'équipe du Kirghizistan de basket-ball est la sélection des meilleurs joueurs kirghizes de basket-ball. Elle est placée sous l'égide de la Fédération du Kirghizistan de basket-ball.

## Parcours aux Jeux olympiques
- 1992 : -
- 1996 : -
- 2000 : -
- 2004 : -
- 2008 : -
- 2012 : -

## Parcours aux Championnats du Monde
- 1994 : -
- 1998 : -
- 2002 : -
- 2006 : -
- 2010 : -
- 2014 : -

## Parcours aux Championnats d'Asie des Nations
- 1993 : -
- 1995 : 8e
- 1997 : -
- 1999 : -
- 2001 : -
- 2003 : -
- 2005 : -
- 2007 : -
- 2009 : -
- 2011 : -
- 2013 : -